# اوندای (کمون)
اوندای (کمون) (به فرانسوی: Hendaye) (به باسکی: Hendaia) (تلفظ فرانسوی: [ɑ̃ . dɛj]) یک کمون و شهر (مطابق واحد بخش در ایران) استان لابورد ، فرانسه است این شهر آخرین شهر فرانسه و نزدیک مرز اسپانیا واقع شده است.

## بخش‌های شهر اوندای
- پلاژ شمالی (منطقه آزاد برهنگی)
- لیساردی
- سوپیت - آگرنیا ـ کورنیش
- مرکز شهر
- پلاژ شنا جنوبی (منطقه آزاد برهنگی)
- ژونکو[۱]

## خواهرخوانده
اسکاتلند ، شهر پیبلز (از سال ۱۹۹۸)
 پرتغال ، شهر ویانا دو کاستلو